# Phyllodocida
Phyllodocida (лат.) — отряд морских многощетинковых червей. Эти черви в основном морские, хотя некоторые встречаются в солоноватой воде. Большинство из них — активные бентосные существа, перемещающиеся по поверхности или зарывающиеся в отложения, или живущие в трещинах и расщелинах в скалах. Некоторые строят трубки, в которых живут, а некоторые являются пелагическими, плавая в толще воды. По оценкам, в отряде насчитывается более 4600 признанных видов.

## Внешний вид и строение
Phyllodocida — это сегментированные черви, длина тела которых варьируют от нескольких миллиметров до более метра. Каждый сегмент несет пару веслообразных параподий. Простомиум обычно имеет одну или две пары глаз, дорсальную пару антенн, вентральную пару сенсорных щупиков и пару органов на шее. Перистомий — это кольцо, часто скрытое дорсально простомиумом и первым сегментом. Имеется мускулистый хоботок с одной или несколькими парами челюстей. Следующие несколько сегментов, как правило, отличаются от тех, что находятся дальше, наличием увеличенных дорсальных и вентральных усиков (тонких придатков) и уменьшенными параподиальными лопастями и хетами (щетинками). У некоторых видов есть придатки со специализированными функциями, но у большинства много сегментов, которые похожи друг на друга, но различаются по размеру и форме по длине тела без резких изменений в хетах и параподиях от одного к другому.

## Биология
Черви этого отряда обычно являются хищниками или падальщиками.

## Филогенетические связи
Три основные подгруппы — Aphroditiformia , Glyceriformia и Nereidiformia . Aphroditiformia характеризуются наличием элитр или чешуек на чередующихся сегментах. Glyceriformia характеризуются наличием уникальных конусообразных и кольцевых простомиумов. Nereidiformia более проблематичны, не имея универсально отличительных общих черт. Существует согласие относительно монофилии группы, включающей семейства Hesionidae, Nereididae и Chrysopetalidae, но мнения расходятся относительно Pilargidae, и молекулярные и морфологические исследования продолжаются.

## Классификация
На июль 2024 года в отряд включают четыре подотряда:
- Aphroditiformia Levinsen, 1883
  - Семейство Acoetidae Kinberg, 1856
  - Семейство Aphroditidae Malmgren, 1867
  - Семейство Eulepethidae Chamberlin, 1919
  - Семейство Iphionidae Kinberg, 1856
  - Семейство Polynoidae Kinberg, 1856
  - Семейство Sigalionidae Kinberg, 1856
- Glyceriformia
  - Семейство Glyceridae Grube, 1850
  - Семейство Goniadidae Kinberg, 1866
  - Семейство Lacydoniidae Bergström, 1914
  - Семейство Paralacydoniidae Pettibone, 1963
- Nereidiformia
  - Семейство Antonbruunidae Fauchald, 1977
  - Семейство Chrysopetalidae Ehlers, 1864
  - Семейство Hesionidae Grube, 1850
  - Семейство Microphthalmidae Hartmann-Schröder, 1971
  - Семейство Nereididae Blainville, 1818
  - Семейство Pilargidae Saint-Joseph, 1899
  - Семейство Syllidae Grube, 1850
- Phyllodociformia Levinsen, 1883
  - Семейство Lopadorrhynchidae Claparède, 1870
  - Семейство Phyllodocidae Örsted, 1843
  - Семейство Pontodoridae Bergström, 1914

Семейства incertae sedis:
- Семейство Ichthyotomidae Eisig, 1906
- Семейство Iospilidae Bergström, 1914
- Семейство Nephtyidae Grube, 1850
- Семейство Sphaerodoridae Malmgren, 1867
- Семейство Tomopteridae Grube, 1850
- Семейство Typhloscolecidae Uljanin, 1878
- Семейство Yndolaciidae Støp-Bowitz, 1987